# 大生古墳群
大生古墳群（おおうこふんぐん）は、茨城県潮来市大生にある古墳群。茨城県指定史跡に指定されている。

## 概要
北浦西岸の大生原台地上にある古墳群である。前方後円墳・方墳・円墳など110余基の古墳からなり、茨城県では宮中野古墳群とともに最大規模を誇る。築造時期は古墳時代中期（5世紀）と見られている。
古墳群は、大生神社を中心として大生東部古墳群、大生西部古墳群、カメ森古墳群、田ノ森古墳群に大別される。このうち大生神社西側に位置する大生西部古墳群は代表的なもので、鹿見塚古墳（県指定史跡）をはじめとして、子子舞塚古墳（まごまいづか）、天神塚古墳、白旗八幡古墳など20数基からなっている。盟主的古墳である子子舞塚古墳（全長71.5メートル）は発掘調査がなされており、埴輪や多くの副葬品が発見され、7世紀頃のものと推定されている。
これら古墳群の被葬者は、鹿島神宮と密接な関係のあったオフ氏（多氏・飯富氏）一族と見られている。また古墳群の中央に位置する大生神社は、この一族の奉斎する社とされる。各前方後円墳がいずれも大生神社または鹿島神宮を向いているという指摘もあり、大生神社社伝も含め鹿島神宮とオフ氏の関係については議論がなされている。

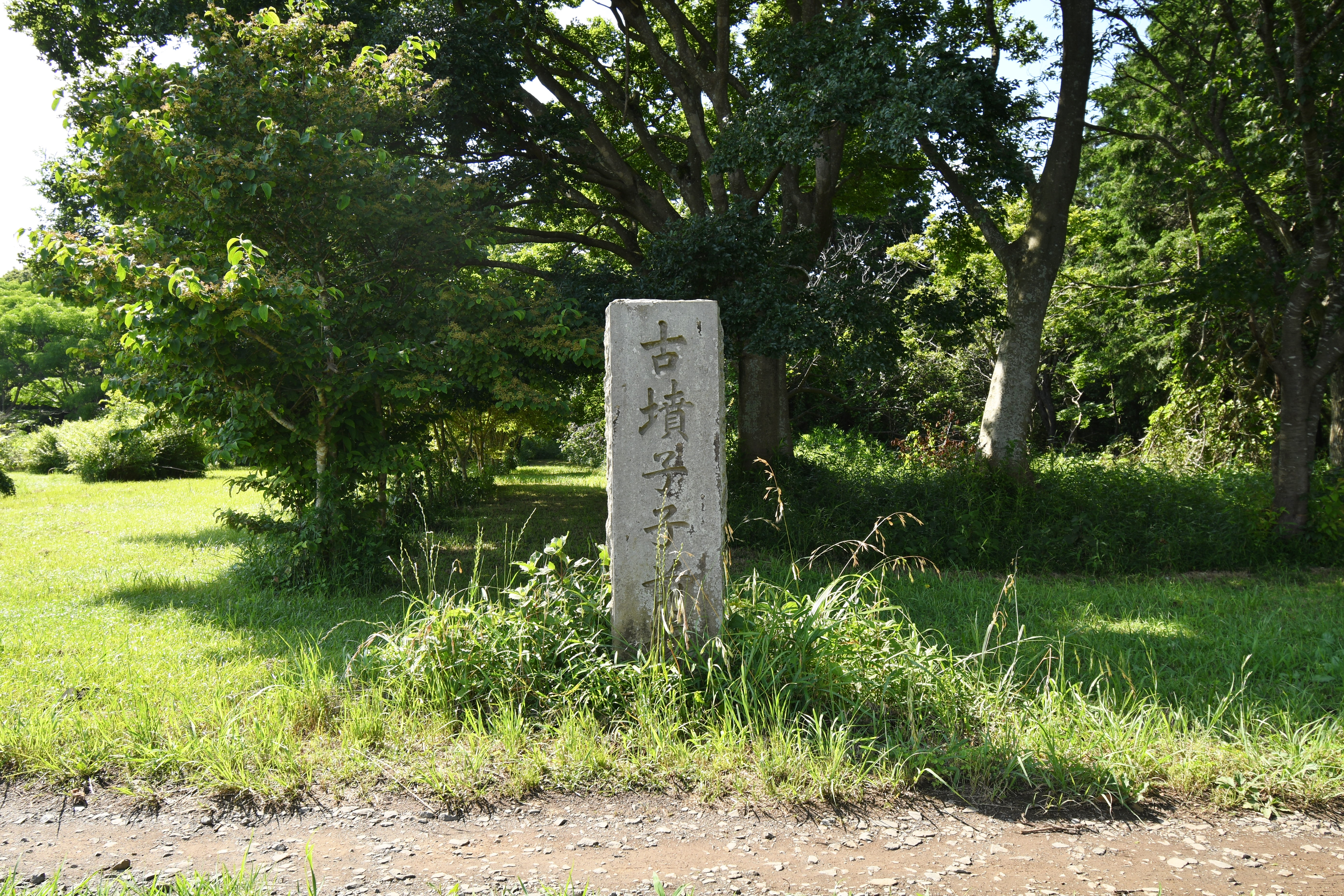
子子舞塚古墳跡
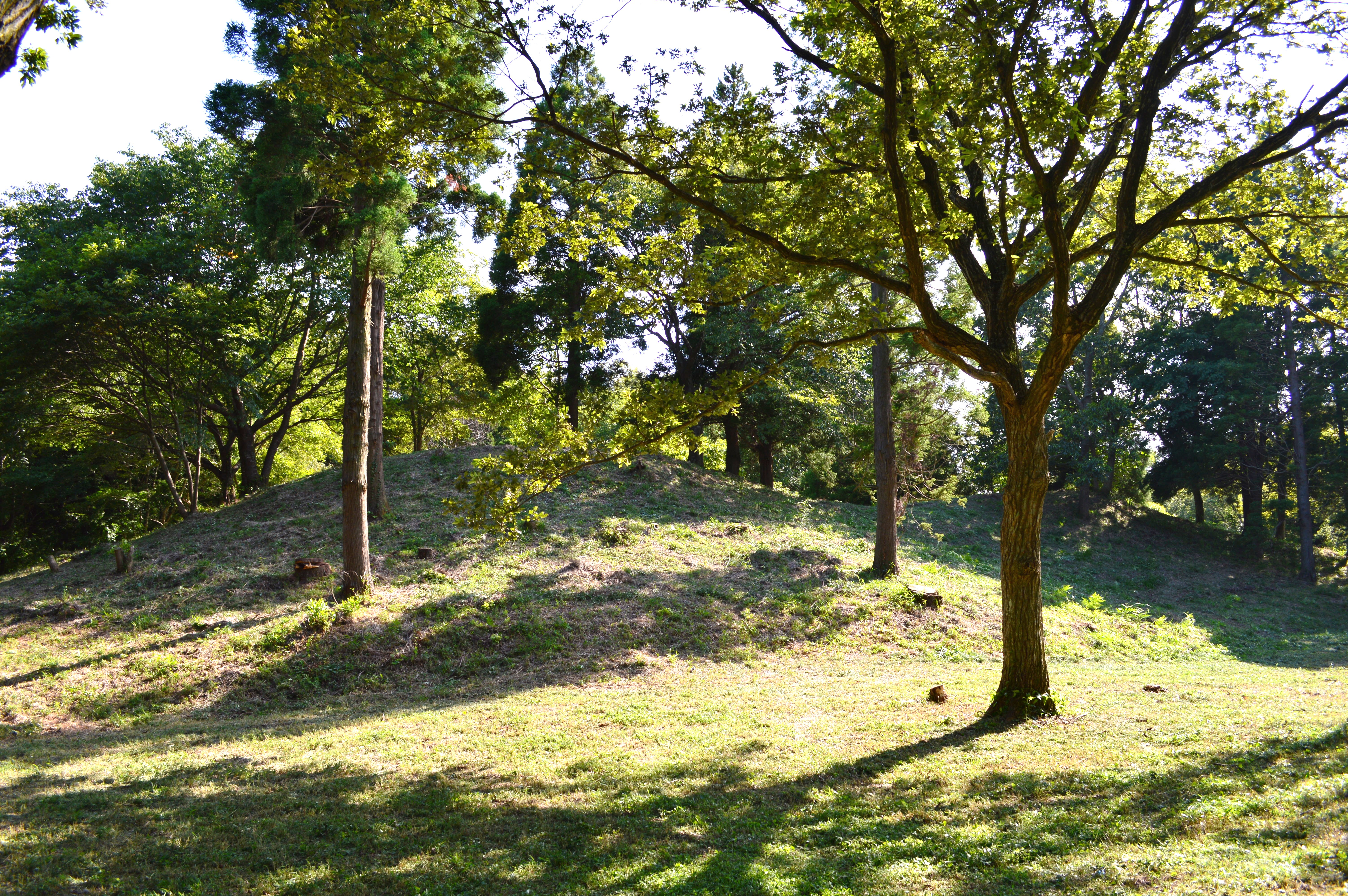
天神塚古墳
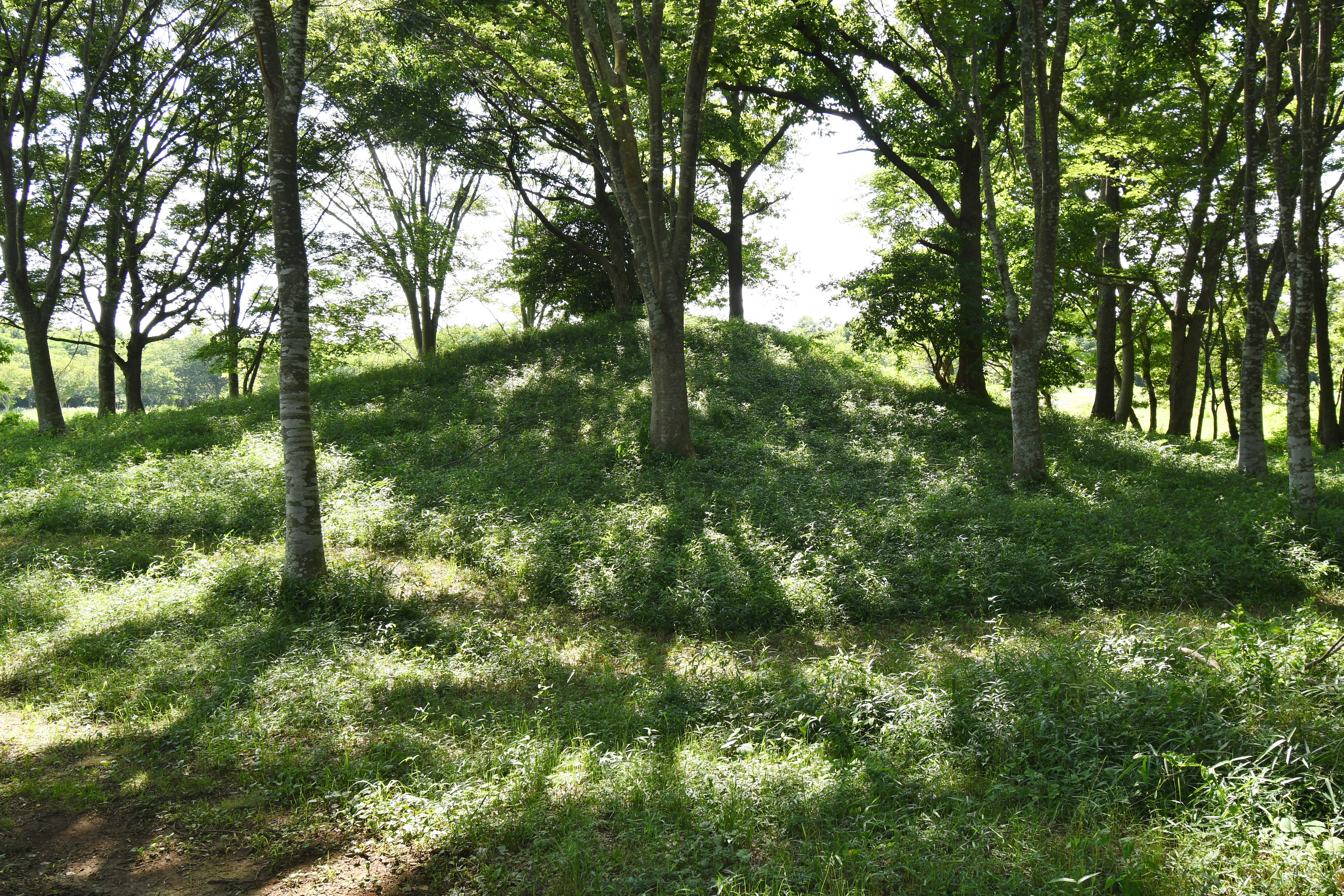
8号墳

## 文化財

### 茨城県指定文化財
- 史跡
  - 鹿見塚古墳 - 1971年（昭和46年）10月28日指定。
  - 大生古墳群 - 1975年（昭和50年）3月25日指定。

### 潮来市指定文化財
- 有形文化財
  - 子子舞塚古墳出土品（考古資料） - 1972年（昭和47年）6月10日指定。
- 史跡
  - 大生殿塚古墳 - 1969年（昭和44年）12月13日指定。